# Rating ELO
ELO rating sistem je način za primerjanje moči posameznih šahovskih igralcev (čeprav je sistem uporabljen tudi v drugih športih). Izumil ga ja je Árpád Élő (1903-1992), na Madžarskem rojeni ameriški fizik. ELO običajno pišemo z velikimi črkami za razliko od imena izumitelja: Élő.
FIDE je sprejela Élőjeve predloge leta 1970. Tudi nekatere druge organizacije uporabljajo sistem ELO , čeprav se nominalno razlikuje od ratinga FIDE. Zato je običajno navajanje po katerem sistemu točkujemo: rating FIDE, rating USCF, slovenski rating. Za primerjavo povejmo, da rating FIDE 2500 ustreza približno ratingu USCF 2600 in ratingu ICC med 2500 in 3100.
Ratinške lestvice se obnavljajo in objavljajo mesečno. Aprila 2015 je bil na vrhu FIDE lestvice Magnus Carlsen z 2863 ratinškimi točkami, najboljši slovenski igralec na 117. mestu je bil velemojster Luka Lenič z ratingom 2642. Med slovenskimi igralkami je bila najboljša ženska velemojstrica Jana Krivec z ratingom 2213. Mejo 2800 je dotlej preseglo že 7 igralcev (od tega 6 po letu 2011), samo 44 velemojstrov pa ima rating višji od 2700.
Slovenska rating lestvica vključuje tri različne igralne načine: Ro - običajni turnirski šah, Ro60 - pospešeni šah in Ro5 - hitropotezni šah. Trenutno (april 2015) je Slovenec vodilni na listah Ro, Ro60 in Ro5 velemojster Aleksander Beljavski z ratingi 2615, 2650 in 2650.